# لوئیس موریل
لوییس فرناندو موریل فروتو (اسپانیایی: Luis Fernando Muriel Fruto‎؛ زاده ۱۶ آوریل ۱۹۹۱) بازیکن فوتبال اهل کلمبیا است که برای باشگاه اورلاندو سیتی بازی می‌کند.
وی همچنین در تیم ملی فوتبال کلمبیا بازی کرده‌است.